# Stefano Brilla
Stefano Brilla (Savona, 1840 – Savona, 1910) è stato uno scultore italiano dell'Ottocento che operò soprattutto nel savonese.

## Biografia
Stefano Brilla nella sua carriera ha prodotto alcune sculture e decorazioni a stucco che ornano chiese e oratori della zona di Savona. Era figlio primogenito del più famoso Antonio Brilla.
Stefano fu allievo, oltre che del padre, degli artisti savonesi Agostino Oxilia e Domenico Buscaglia. Non raggiunse mai i livelli artistici paterni, ma comunque ebbe un certo successo in ambito locale non solo come scultore e stuccatore, ma anche come ceramista, di cui sono giunte sino a noi alcune opere custodite in collezioni private.

## Opere principali
- Chiesa di San Pietro (Savona): stucchi della facciata.
- Oratorio dei Santi Giovanni Battista, Giovanni Evangelista e Petronilla (Savona): stucchi interni.
- Oratorio di Nostra Signora di Castello (Savona): Mazze Pastorali per priore e vicepriore.
- Chiesa di San Lorenzo (Villanova Mondovì): statue della facciata (1889).